# Abdelkarim Hussein Mohamed Al-Nasser
Abdelkarim Hussein Mohamed Al-Nasser (arabe: عبد الكريم حسين محمد الناصر) est un membre présumé et dirigeant présumé saoudien de l'organisation Hezbollah Al-Hedjaz, recherché aux États-Unis dans le cadre des attentats du 25 juin 2017 et attentat à la bombe contre les tours Khobar à Dhahran de 1996, en Arabie Saoudite, qui a tué 19 membres de l'US Air Force et blessé 498 autres personnes de nombreuses nationalités.

## Biographie
Peu de choses sont connues à propos de Al-Nasser. On sait qu'il est né à Al Ihsa, en Arabie Saoudite et parle l'arabe et le persan.

### Recherche pour terrorisme
Al-Nasser figure sur la liste des terroristes les plus recherchés du FBI depuis sa création en 2001. Le programme Rewards for Justice offre jusqu'à 5 millions de dollars américains pour toute information conduisant à la capture d'Abdelkarim Al-Nasser. Abdelkarim Hussein Mohamed Al-Nasser a été inculpé dans le district oriental de Virginie pour l'attentat à la bombe du 25 juin 1996 contre le complexe de logements militaires Khobar Towers à Dhahran, Royaume d'Arabie Saoudite. Al-Nasser est le chef présumé de l’organisation de la branche saoudienne Hezbollah.